# 山上健豆
山上 健豆（やまのうえ の たけず、生没年不明）は、古代日本の人物。父は春日大島。山上氏の祖であり、後裔に山上憶良がいる。